# Fernando Santosuosso
Fernando Santosuosso (Benevento, 7 giugno 1926 – Roma, 10 marzo 2021) è stato un magistrato, scrittore e poeta italiano, che svolse le funzioni di giudice ordinario, della Corte di Cassazione e della Corte Costituzionale, della quale fu vice presidente emerito.

## Biografia
Della Suprema Corte di Cassazione fu Presidente della Sezione Lavoro e dalla stessa fu eletto il 19 novembre 1992 alla Corte Costituzionale; ne venne nominato vice-presidente il 5 gennaio 2001 e vi rimase fino alla scadenza del mandato nel dicembre 2001.
Scrittore cattolico, fu autore di volumi sulla fede, sul diritto di famiglia, sulla procreazione assistita: pubblicò inoltre alcune raccolte poetiche.
Da sempre interessato a tematiche scientifiche e culturali fu libero docente e partecipò a numerosi congressi, intervenendo su tematiche giuridiche e di medicina legale relative al danno biologico, link alla vita di relazione, alla riduzione della capacità lavorativa specifica, alla procreazione medicalmente assistita, al diritto matrimoniale, di famiglia e successorio.

## Opere
- Fernando Santosuosso e Giandomenico Mucci, Nostalgia dello Spirito sconosciuto: vieni Santo Spirito a rinnovare la Terra, Saggistica Aracne, Roma, Aracne, 2013,  p. 194, ISBN 9788854858640, OCLC 909364281. Ospitato su archive.is.
- Fernando Santosuosso, Il Padre nostro e la sua giustizia: lettura moderna di una laica, Roma, Borla, 1988,  p. 200, ISBN 9788826304472, OCLC 432856677.
- La procreazione medicalmente assistita : commento alla legge, 19 Febbraio 2004 N.40, Teoria e pratica del diritto. Sezione 1, Diritto e procedura civile (n. 108), Milano, Giuffrè, 2004,  VIII, 185, ISBN 9788814109706, OCLC 890429892.